# Paszkália
A Paszkália a Paszkál férfinév női párja.

## Gyakorisága
Az 1990-es években szórványos név, a 2000-es években nem szerepel a 100 leggyakoribb női név között.

## Névnapok
- február 11.[2]
- május 14.[2][2]
- május 17.